# Shanta Ghosh
Shanta Ghosh (Alemania, 3 de enero de 1975) es una atleta alemana, especialista en la prueba de 4x400 m, en la que ha logrado ser subcampeona mundial en 2001.

## Carrera deportiva
En el Mundial de Edmonton 2001 ganó la medalla de plata en el relevo de 4x400 metros, con un tiempo de 3:21.97 segundos, tras Jamaica y por delante de Rusia (bronce), siendo sus compañeras de equipo: Florence Ekpo-Umoh, Claudia Marx y Grit Breuer.